# Seznam prvních dam Rumunska
První dáma Rumunska (rumunsky Prima Doamnă a României) je neoficiální čestné označení manželky prezidenta Rumunska, které se používá současně s jeho funkčním obdobím.

## Chronologický přehled
| Pořadí                                                                           | Portrét                                                                          | Jméno (narození–úmrtí)                                                           | Nástup do pozice                                                                 | Opuštění pozice                                                                  | Délka působení v pozici                                                          | Manžel                                | V úřadu prezidenta |
| -------------------------------------------------------------------------------- | -------------------------------------------------------------------------------- | -------------------------------------------------------------------------------- | -------------------------------------------------------------------------------- | -------------------------------------------------------------------------------- | -------------------------------------------------------------------------------- | ------------------------------------- | ------------------ |
| 1.                                                                               | Elena Ceaușescuová                                                               | Elena Ceaușescuová (1916–1989)                                                   | 28. března 1974                                                                  | 22. prosince 1989                                                                | 15 let a 269 dní                                                                 | Nicolae Ceaușescu (sňatek 1947)       | 1974–1989          |
| 2.                                                                               | Není dostupný portrét                                                            | Nina Iliescuová (* 1930)                                                         | 22. prosince 1989                                                                | 29. listopadu 1996                                                               | 6 let a 343 dní                                                                  | Ion Iliescu (sňatek 1951)             | 1989–1996          |
| 3.                                                                               | Není dostupný portrét                                                            | Nadia Ileana Bogorinová (* 1940)                                                 | 29. listopadu 1996                                                               | 20. prosince 2000                                                                | 4 roky a 21 dní                                                                  | Emil Constantinescu                   | 1996–2000          |
| 4.                                                                               | Není dostupný portrét                                                            | Nina Iliescuová (* 1930)                                                         | 20. prosince 2000                                                                | 20. prosince 2004                                                                | 4 roky a 0 dní                                                                   | Ion Iliescu (sňatek 1951)             | 2000–2004          |
| 5.                                                                               | Maria Băsescuová                                                                 | Maria Băsescuová (* 1951)                                                        | 20. prosince 2004                                                                | 20. dubna 2007                                                                   | 2 roky a 121 dní                                                                 | Traian Băsescu (sňatek 1975)          | 2004–2014          |
| Prozatímní                                                                       | Není dostupný portrét                                                            | Marilena Văcăroiuová                                                             | 20. dubna 2007                                                                   | 23. května 2007                                                                  | 0 let a 33 dní                                                                   | N/A                                   | 2004–2014          |
| 5.                                                                               | Maria Băsescuová                                                                 | Maria Băsescuová (* 1951)                                                        | 23. května 2007                                                                  | 23. července 2012                                                                | 5 let a 61 dní                                                                   | Traian Băsescu (sňatek 1975)          | 2004–2014          |
| Prozatímní                                                                       | Adina-Ioana Văleanová                                                            | Adina-Ioana Văleanová (* 1968)                                                   | 23. července 2012                                                                | 27. srpna 2012                                                                   | 0 let a 35 dní                                                                   | Crin Antonescu (prozatímní prezident) | 2004–2014          |
| 5.                                                                               | Maria Băsescuová                                                                 | Maria Băsescuová (* 1951)                                                        | 27. srpna 2012                                                                   | 21. prosince 2014                                                                | 2 roky a 116 dní                                                                 | Traian Băsescu (sňatek 1975)          | 2004–2014          |
| 6.                                                                               | Carmen Iohannisová                                                               | Carmen Iohannisová (* 1960)                                                      | 21. prosince 2014                                                                | 12. února 2025                                                                   | 10 let a 53 dní                                                                  | Klaus Iohannis (sňatek 1989)          | 2014–2025          |
| Pozice neobsazena (12. únor – 26. květen 2025), neboť Ilie Bolojan je rozvedený. | Pozice neobsazena (12. únor – 26. květen 2025), neboť Ilie Bolojan je rozvedený. | Pozice neobsazena (12. únor – 26. květen 2025), neboť Ilie Bolojan je rozvedený. | Pozice neobsazena (12. únor – 26. květen 2025), neboť Ilie Bolojan je rozvedený. | Pozice neobsazena (12. únor – 26. květen 2025), neboť Ilie Bolojan je rozvedený. | Pozice neobsazena (12. únor – 26. květen 2025), neboť Ilie Bolojan je rozvedený. | Ilie Bolojan (prozatímní prezident)   | 2025               |
| 7.                                                                               | Není dostupný portrét                                                            | Mirabela Grădinaru                                                               | 26. května 2025                                                                  | úřadující                                                                        | 0 let a 0 dní                                                                    | Nicușor Dan                           | od 2025            |